# أليس شارب
أليس شارب (بالإنجليزية: Alice Sharpe) هي دراجة بريطانية، ولدت في 3 مايو 1994.

## وصلات خارجية
- أليس شارب على موقع الاتحاد الدولي للدراجات (الإنجليزية)
- أليس شارب على موقع أرشيف الدراجات (الإنجليزية)
- أليس شارب على موقع إحصائيات الدراجات الإحترافية (الإنجليزية)
- أليس شارب على موقع نسبة الدراجات (الإنجليزية)
- أليس شارب على موقع CycleBase (الإنجليزية)
- أليس شارب على موقع اللجنة الأولمبية الدولية (الإنجليزية)